# Яр Сухой Донец
Яр Сухой Донец — сезонная река в России, протекает по Богучарскому району Воронежской области. Правый приток Дона.

## География
Река берёт начало юго-западнее посёлка Южный. Течёт в северо-восточном направлении по открытой местности. Устье реки находится ниже села Сухой Донец, в 953 км от устья Дона. Длина реки составляет 25 км, площадь водосборного бассейна — 293 км².

## Данные водного реестра
По данным государственного водного реестра России относится к Донскому бассейновому округу, водохозяйственный участок реки — Дон от города Павловск и до устья реки Хопёр, без реки Подгорная, речной подбассейн реки — бассейны притоков Дона до впадения Хопра. Речной бассейн реки — Дон (российская часть бассейна).
Код объекта в государственном водном реестре — 05010101212107000004935.